# لورا هاربر
لورا هاربر (22 يناير 1984 في المملكة المتحدة - ) (بالإنجليزية: Laura Harper)‏ هي لاعبة كريكت بريطانية. شاركت مع منتخب إنجلترا للكريكت. أما مع النوادي، فقد لعبت مع نادي مقاطعة سومرست للكريكت ‏.

## وصلات خارجية
- لورا هاربر على موقع إي آس بي آن كريك إنفو (الإنجليزية)